# Gary Hendrix
Gary Hendrix es analista y fundador de Symantec Corporation, una corporación internacional productora de sistemas software, particularmente en los ámbitos de gestión de la información y programas antivirus.

## Vida personal
Hendrix se licenció en la Universidad de Texas en mayo de 1970 donde más tarde, en diciembre de 1970, obtuvo su maestría. La Agencia de Proyectos de Investigación Avanzados de Defensa anunció una serie de fondos para seis proyectos sobre la comprensión del lenguaje natural en 1970. Esto influyó a Hendrix en la decisión de estudiar en la rama de la inteligencia artificial. En enero de 1971, se matriculó en el programa de doctorado en la Universidad de Texas y se le asignó como director de tesis a Robert Simmons, pionero de la inteligencia artificial.

## Principios de la carrera
Durante el tiempo que estuvo en la Universidad de Texas, Hendrix publicó varios documentos sobre la planificación y la robótica que llegó a manos de varias personas de SRI International. Ello le consiguió una oferta de trabajo en el SRI, que aceptó, y le supuso mudarse a Menlo Park, California. Después de varios años en el SRI, se fue de la empresa junto con quince empleados más para formar la Machine Intelligence Corporation, que finalmente fracasó.

## Symantec Corporation
Posteriormente, en 1982 fundó Symantec Corporation con la ayuda de una donación de la Fundación Nacional para la Ciencia. Originalmente, la compañía se centraba en proyectos relacionados con la inteligencia artificial y, Hendrix, contrató como los primeros empleados de la compañía a varios investigadores del procesamiento de lenguajes naturales de la Universidad de Standford. Para financiar a la compañía, Hendrix, asistió a una conferencia financiera en Monterey, California, en mayo de 1983. Después de hacer una demostración de su producto en uno de los primeros ordenadores Apple, las empresas se interesaron en adquirirlo. Finalmente, en 1991, Hendrix dejó la compañía y se mudó a Texas.